# National Youth Jazz Orchestra
Das National Youth Jazz Orchestra (NYJO) ist ein englisches Jazz-Orchester, das 1965 von Bill Ashton gegründet wurde. Es gibt jungen Musikern Gelegenheit Bigband-Jazz in größeren Konzertsälen, Theatern wie der Royal Albert Hall und der Royal Festival Hall sowie in Radio und Fernsehen aufzuführen, außerdem Alben einzuspielen; es vergibt zudem Kompositionsaufträge an britische Komponisten and Arrangeure. 

## Geschichte des Orchesters
Das in Westminster, London ansässige Orchester begann als London Schools' Jazz Orchestra und entwickelte sich bald zu einem landesweit agierenden Orchester. Zu der ersten Ausgabe des NYJO gehörte u. a. Stan Sulzmann. Das NYJO ging auch zahlreiche Auslandstourneen, meist in europäische Länder, aber auch in die USA, Australien und Neuseeland. Zu den zahlreichen Aufnahmen des NYJO gehört auch ein Tributalbum (1990) an den Jazzpianisten, Bigband-Leader und Arranger Harry South. 
Mitglied des NYJO waren in den letzten dreißig Jahren zahlreiche bekannte englische Musiker, u. a. Julian Argüelles, Guy Barker, Chris Biscoe, Richard James Burgess, Geoff Castle, Chris Dagley, Sheena Davis, Jim Hart, Chris Hunter, Carol Kenyon, Phil Lee, Paul Lytton, Paul Nieman, Mark Nightingale, Brian Priestley, Simon Phillips, Frank Ricotti, Gerard Presencer, Gwilym Simcock, Gail Thompson, Phil Todd, Nigel Hitchcock und Amy Winehouse.
Neben dem NYJO besteht seit 1945 das National Youth Orchestra of Wales und seit 1948 das National Youth Orchestra of Great Britain. 

## Aktueller Stand
Seit 2012 werden die Mitglieder des Orchesters formal ausgewählt und müssen vorspielen. Neben dem Orchester (jetzt auch NYJO 1 genannt) gibt es das NYJO 2 als Einsteigerband. Beide Formationen proben jeden Samstag im Cockpit Theatre (Marylebone) nahe Edgware Road, London. Seit 2011 besteht zudem das NYJO London, mit dem Fokus auf Musikern im Schulalter aus dem Großraum London. 

## Diskographie
- 1971: The National Youth Jazz Orchestra - Play the Music of Alan Cohen, Graham Collier, John Dankworth & Others
- 1973: National Youth Jazz Orchestra (Charisma Records)
- 1975: Live at London Weekend Television
- 1976: 11 Plus
- 1977: In Camra
- 1978: To Russia with Jazz
- 1979: Mary Rose
- 1980: Down Under
- 1980: The Sherwood Forest Suite
- 1981: Playing Turkey
- 1985: Concrete Cows
- 1985: Full Score
- 1987: Shades Of Blue & Green - with Lorraine Craig
- 1988: Maltese Cross
- 1990: Cooking With Gas
- 1990: Portraits - (The Music of Harry South)
- 1991: With An Open Mind
- 1991: Remembrance
- 1991: These are the Jokes
- 1993: Looking Forward Looking Back
- 1994: Hallmark
- 1995: Cottoning On
- 1995: In Control
- 1996: A View from the Hill
- 1996: Algarhythms
- 1997: Unison in All Things
- 1997: With one Voice
- 1998: 47 Frith Street
- 1999: Stepping Stones
- 2000: Who's Blue
- 2002: This Time Live at the Club
- 2003: Jasmine
- 2003: A Merry Christmas and a Happy New Year
- 2004: Jazz in Film
- 2005: Something Old Something New
- 2005: Two Suites
- 2006: London Pride
- 2008: When You're Ready
- 2009: A Christmas Carol in Six Movements* (2 CD)
- 2012: Ultra Modern Classics
- 2012: The Change
- 2015: NYJO Fifty (2 CD)
- 2020: Bulletproof (mit Barbara Thompson's Paraphernalia)

' 2022: She Said

## Lexikalischer Eintrag
- Ian Carr, Digby Fairweather & Brian Priestley, Jazz: The Rough Guide. ISBN 1-85828-528-3